# Lelkoun tečkovaný
Lelkoun tečkovaný (Batrachostomus javensis) je středně velký druh lelkouna, který obývá jihovýchodní části kontinentální Asie (Thajsko, Vietnam, Laos, Kambodža) spolu s přilehlými ostrovy (Jáva, Borneo, Filipíny, Sumatra).

## Systematika a rozšíření
Druh popsal americký přírodovědec Thomas Horsfield v roce 1821. Lelkoun tečkovaný se řadí do rodu Batrachostomus, nejpočetnějšího rodu čeledi lelkounovití, resp. řádu lelkouni (Podargiformes). K roku 2022 se neuznávají žádné poddruhy, nicméně ve starší literatuře (1998) se objevují tyto poddruhy:
- B. j. affinis – později uznán jako samostatný druh Batrachostomus affinis (Cleere 2010[4])
- B. j. chaseni – nově samostatný druh Batrachostomus chaseni
- B. j. javensis – popisovaný druh, čili lelkoun tečkovaný
- B. j. continentalis – nově poddruh Batrachostomus affinis (Cleere 2010)

Druhové jméno javensis znamená latinsky „jávský“ a odkazuje k areálu rozšíření druhu.
Taxonomie lelkounů i jejich příbuzných řádů dosud nebyla uspokojivě rozluštěna. Batrachostomus javensis byl po revizi z počátku 20. století ((Sibley & Monroe (1990, 1993)) rozdělen do dvou taxonů, a sice B. javensis and B. affinis. V roce 1997 byl popsán B. pygmaeus (Alviola (1997)), nicméně ukázalo se, že se jedná o taxon konspecifický k B. javensis (Holyoak (1999); Dickinson (2003)).

## Popis

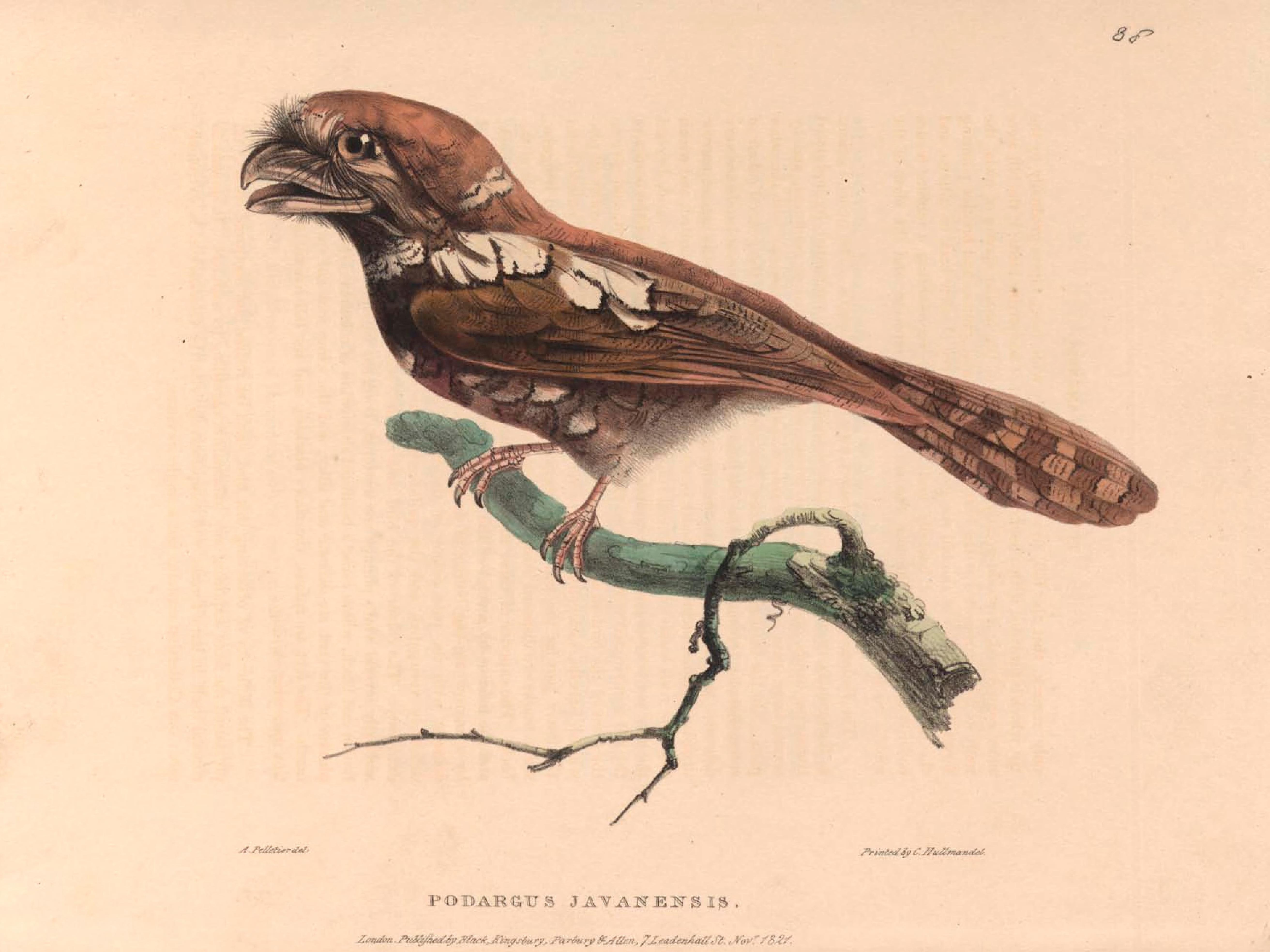
Ilustrace lelkouna tečkovaného (1824)

Lelkoun tečkovaný je malý nenápadný pták se silně kryptickým opeřením, které mu umožňuje dobře splynout s okolními větvemi, na kterých často vysedává. Délka jeho těla je 20–23 cm, křídlo je dlouhé 12–13 cm, ocas 10–12 cm, zobák 1,7–2,3 cm, běhák 1,4–1,7 cm. Samci jsou mírně větší než samice (o cca 5 %). Většina opeření hraje různými odstíny hnědé s přimíchanou šedou a červenohnědou a bílým a tmavým flekováním. Ramenní perutě mají několik větších oválných bílých skvrn. Nad očima se nachází bílé obočí a po stranách krku je přítomen částečný bílý límec. Spodní část těla je převážně hnědá s červenohnědými, skořicovými a bílými flíčky. Boky a břicho bývají o něco světlejší s nevýrazným tmavým pruhováním. Opeření samic je spíše žlutohnědé s jasnějšími barvami. Nedospělí jedinci jsou bledší s méně výraznými vzory. Hnědý zobák je na bázi velmi široký, na konci zašpičatělý. Duhovky jsou žluté, nohy hnědé.

## Rozšíření a populace

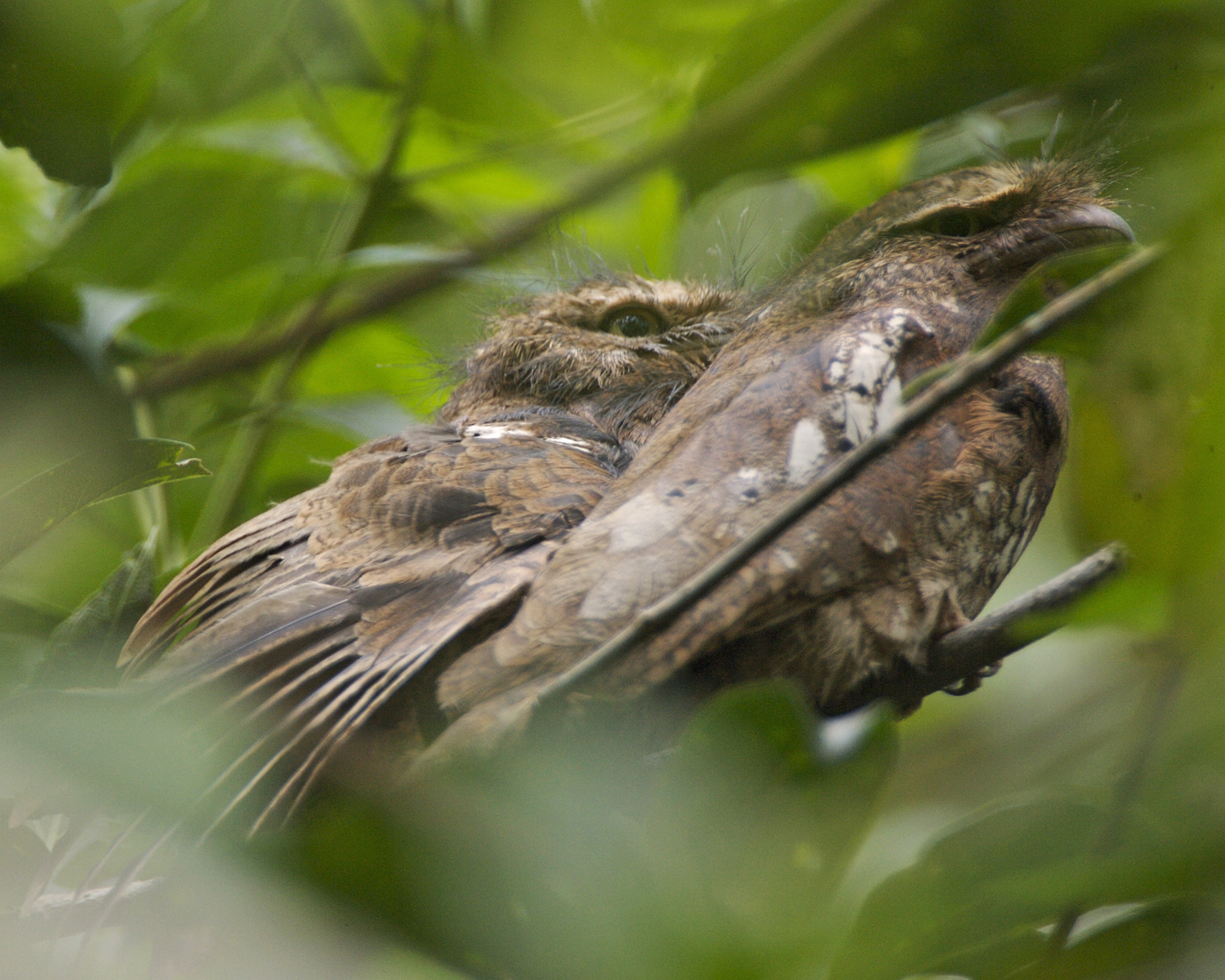
Hřadující pár lelkounů

Lelkoun tečkovaný se vyskytuje od jihovýchodního cípu kontinentální Asie (Laos, Vietnam, Kambodža, Malajský poloostrov) přes Filipíny, Sumatru a Borneo až po Jávu. Početnost druhu není nikterak velká, nicméně díky svému nenápadnému chování a silně kryptickému vzezření se dá předpokládat, že počty lelkounů tečkovaných budou větší než naznačuje množství pozorování druhu.
Přirozené stanoviště lelkounů tečkovaných tvoří husté stálezelené tropické a subtropické pralesy. Po změně krajiny člověkem začali lelkouni jávští osidlovat i druhotné lesy včetně velmi mladých nových výsadeb, plantáží a dokonce i městských parků. Lelkouni jávští většinou obývají níže položené oblasti, avšak na Jávě byli zaznamenáni do výšek 2150 m n. m.

## Biologie
Jedná se o noční až soumračné ptáky. Hřadují samostatně nebo v páru na nízko položených větvích stromů. V případě vyrušení (podobně jako ostatní lelkouni) napřímí tělo a hlavu a se zobákem vztyčeným k nebi „zamrzne“. Živí se nočními i denními motýli, brouky, rovnokřídlími, housenkami, šváby, termity, mravenci, cikádami a malými slimáky. Hlasově se projevuje dlouhým, chraptivým, na konci stoupavým písknutím.
Hnízdí patrně někdy mezi lednem až srpnem. Mělké hnízdo miskovitého tvaru má průměr 7–8 cm a je mělké kolem 1 cm. Bývá postaveno z mechu, prachového peří a malých kousků kůry, a umístěno v nízko položeném větvení stromu (i pouze 1 m nad zemí). Samice klade 1, maximálně 2 bílá vejce oválného tvaru o rozměrech cca 28×18 mm.